# Krizová linka SexHelp
SexHelp: Národní linka pro sexuální a genderové zdraví je krizová linka v České republice zaměřená na poskytování podpory v oblasti sexuálního a genderového zdraví. Linka byla založena v červenci 2023 Centrem pro sexuální zdraví a intervence Národního ústavu duševního zdraví (NUDZ). Řeší otázky spojené se sexualitou, sexuální orientací a genderovou identitou.

## Historie
Linka byla inspirována podobnými službami v zahraničí, například britskou National Sexual Health Helpline nebo Stop-It now!. 
V první fázi se zaměřila na oblast sexuálních preferencí a problematického sexuálního chování. V roce 2024 došlo k rozšíření, a to zejména o oblasti sexuální orientace a genderové identity.

## Služby
Linka nabízí podporu prostřednictvím telefonické podpory. Poskytuje jak krizovou pomoc, tak řešení dlouhobých potíží týkajících se sexuálního a genderového zdraví.  
Linka poskytuje služby bezplatně a anonymně pro osoby starší 16 let.
Služba nabízí dvě odlišně specializované linky:
- SexHelp: LGBT+ – zaměřená na podporu osob z LGBT+ komunity
- SexHelp: Parafilik – poskytující odbornou pomoc pro osoby s parafilními preferencemi a problematickým sexuálních chováním

## Financování
SexHelp je registrovanou sociální službou a je financována z veřejných zdrojů. Národní ústav duševního zdraví zajišťuje vedení a supervizi.

### Podcasty a další zmínky
- HOVORY O DUŠI Kateřina Klapilová, Kateřina Potyszová, (2023, únor 21). SEXUÁLNÍ A GENDEROVÉ ZDRAVÍ SPECIÁL 4 [Audio podcast epizoda]. V Jeroným Janíček Show. Spotify. Dostupné online.